# Dialypetalanthus fuscescens
Dialypetalanthus fuscescens Kuhlm, 1925 è una pianta della famiglia delle Rubiacee. È l'unica specie nota del genere Dialypetalanthus.

## Distribuzione e habitat
La specie è diffusa nella foresta amazzonica di Perù, Bolivia e Brasile.

## Tassonomia
Il genere Dialypetalanthus è a lungo risultato di incerta collocazione tassonomica.
Il Sistema Cronquist (1981) collocava il genere in una famiglia a sé stante (Dialypetalanthaceae), attribuita all'ordine Rosales.
Una più approfondita analisi morfologica dei caratteri dell'infiorescenza ha evidenziato un'affinità con la famiglia delle Rubiaceae.
Kainulainen et al (2010), sulla base di studi morfologici e molecolari, hanno dimostrato l'appartenenza del genere alla tribù Condamineeae; l'inclusione del genere Dialypetalanthus ha portato a una ridenominazione della tribù, che, in base all'Art. 19.5 del Codice internazionale per la nomenclatura delle piante approvato al Congresso di Melbourne del 2011, si chiama adesso Dialypetalantheae.